# X (serwis społecznościowy)
X (pisownia stylizowana: 𝕏), do lipca 2023 jako Twitter – serwis społecznościowy udostępniający usługę mikroblogowania uruchomiony 21 marca 2006 roku. Serwis był notowany w rankingu Alexa na miejscu 10.

## Działanie
Zarejestrowany użytkownik może wysyłać i odczytywać tak zwane tweety (czyt. tłity). Tweet to krótka wiadomość tekstowa (maks. 280 znaków) wyświetlana na profilu autora wpisu oraz pokazywana użytkownikom, którzy obserwują dany profil. Twitter umożliwia tagowanie (znak kratki # przed słowem czyni to słowo tagiem) oraz odpowiadanie innym użytkownikom (@nazwa_użytkownika = odpowiedź). Użytkownicy piszą krótkie wiadomości na swoim profilu na Twitterze za pośrednictwem strony www, SMS-em lub wykorzystując do tego celu aplikację mobilną. Angielskie słowo tweet oznacza ćwierkanie, ćwierkać. W języku polskim używany jest czasownik tweetować oznaczający pisać na Twitterze.

## Historia

### 2006–2007: Tworzenie i odbiór
Twitter został założony 21 marca 2006 roku przez Jacka Dorseya, Evana Williamsa, Noaha Glassa oraz Biza Stone’a. Wcześniej funkcjonował jako startup Odeo. W jego zespole był m.in. Kevin Systrom, późniejszy prezes i współzałożyciel Instagrama.
Początki Twittera sięgają trwającej kilka dni „sesji burzy mózgów” prowadzonej przez członków zarządu firmy podcastowej Odeo. Jack Dorsey, studiujący wówczas na Uniwersytecie Nowojorskim, przedstawił ideę korzystania z usługi SMS do komunikowania się z małą grupą. Oryginalną nazwą kodową projektu dla usługi był twttr. Pomysł, który Williams później przypisał Noah Glassowi, zainspirowany Flickrem i pięcioznakową długością amerykańskich krótkich kodów SMS. Decyzja podyktowana była również częściowo faktem, że domena twitter.com była już w użyciu. Sześć miesięcy po uruchomieniu twttr zespół kupił domenę i zmienił nazwę usługi na Twitter. Prace nad projektem rozpoczęły się 21 marca 2006 roku, kiedy Dorsey opublikował pierwszą wiadomość na Twitterze o godzinie 21:50: „tylko ustawiam mojego twttr”. Dorsey wyjaśnił pochodzenie tytułu „Twitter”:
...natrafiliśmy na słowo „twitter” i było po prostu idealne. Definicja brzmiała „krótki przypływ nieistotnych informacji” i „ćwierkanie ptaków”. I taki właśnie był produkt.
Pierwszy prototyp Twittera, opracowany przez Dorseya i wykonawcę Floriana Webera, był używany jako wewnętrzna usługa przez pracowników Odeo. Pełna wersja została udostępniona publicznie 15 lipca 2006 roku. W październiku 2006 roku Biz Stone, Evan Williams, Dorsey i inni członkowie Odeo utworzyli Obvious Corporation i nabyli Odeo. Wśród przejętych aktywów były Odeo.com i Twitter.com. Twitter przekształcił się w osobną w kwietniu 2007 r. Williams przedstawił w wywiadzie z 2013 roku wgląd w niejednoznaczność, który zdefiniował ten wczesny:
W przypadku Twittera nie było jasne, czym to jest. Inni nazywali to siecią społecznościową, mikroblogowaniem, ale trudno było go zdefiniować, ponieważ niczego nie zastąpiło. Była to swego rodzaju ścieżka odkrywania. Twitter faktycznie zmienił się z tego, czym na początku myśleliśmy, że jest, a opisywaliśmy go, narzędzie społecznościowe z funkcją aktualizacji statusu. Częściowo wciąż tak jest, ale ostatecznie doszliśmy do wniosku, że Twitter jest w rzeczywistości bardziej siecią informacyjną niż siecią społecznościową.

### 2007–2010
Punktem zwrotnym w rozwoju Twittera była konferencja South by Southwest Interactive (SXSWi) z 2007 roku. Podczas wydarzenia użycie Twittera wzrosło z 20 000 tweetów dziennie do 60 000. „Ludzie z Twittera sprytnie umieścili dwa 60-calowe ekrany plazmowe w korytarzach konferencyjnych, przesyłając wyłącznie wiadomości z Twittera” – zauważył Steven Levy z Newsweeka. „Setki uczestników konferencji pilnowało się nawzajem za pośrednictwem ciągłego Tweetowania. Paneliści i prelegenci wspominali o usłudze, a korzystający z niej blogerzy zachwalali ją”. Reakcja na konferencji była bardzo pozytywna. Pracownicy Twittera otrzymali nagrodę Web Award festiwalu i ogłosili „chcielibyśmy podziękować w 140 znakach lub mniej. I właśnie to zrobiliśmy!”.
Przedsiębiorstwo zanotowało szybki wzrost. W 2007 roku było to 400 000 tweetów publikowanych na kwartał. W 2008 roku liczba ta wzrosła do 100 milionów. W lutym 2010 roku użytkownicy Twittera wysyłali już 50 milionów tweetów dziennie; w czerwcu 2010 roku 65 milionów tweetów, co odpowiada około 750 tweetom na sekundę. W marcu 2011 roku codziennie publikowano około 140 milionów tweetów.
W lipcu 2009 roku serwis został zaatakowany przez hakerów, którzy wykradli dokumenty dotyczące jego działalności.
7 sierpnia 2009 roku Twitter ponownie padł ofiarą ataku hakerów. W jego wyniku serwis nie działał przez dwie godziny. Następnego dnia dziennik The New York Times podał, że atak mógł być efektem konfliktu na Kaukazie i został przeprowadzony z terenu Abchazji.
18 grudnia 2009 roku Twitter został zaatakowany przez „Irańską Cyberarmię”. Około godz. 6.00 czasu polskiego na stronie głównej pojawiła się informacja, że ataku dokonała ta właśnie organizacja. Hakerzy zasugerowali możliwość kolejnych ataków na strony amerykańskich firm i organizacji.
Korzystanie z Twittera gwałtownie wzrastało podczas ważnych wydarzeń. Pierwszy rekord został ustanowiony podczas Mistrzostw Świata w piłce nożnej FIFA 14 czerwca 2010 roku. Fani pisali wówczas 2940 tweetów na sekundę (przez 30 sekund) po zdobyciu gola przez Japonię przeciwko Kamerunowi. Rekord został pobity, gdy 3085 tweetów na sekundę zostało opublikowanych po zwycięstwie Los Angeles Lakers w finałach NBA 2010 w dniu 17 czerwca 2010 roku, a po raz kolejny pod koniec zwycięstwa Japonii nad Danią w Pucharze Świata, kiedy użytkownicy publikowali 3283 tweety na sekundę. Rekord został ponownie ustanowiony podczas finału Mistrzostw Świata w Piłce Nożnej Kobiet w 2011 roku między Japonią a Stanami Zjednoczonymi, kiedy publikowano 7196 tweetów na sekundę. Kiedy amerykański piosenkarz Michael Jackson zmarł 25 czerwca 2009 roku, serwery Twittera uległy awarii po tym, jak użytkownicy zaktualizowali swój status, dodając słowa „Michael Jackson” z szybkością 100 000 tweetów na godzinę. Obecny rekord z dnia 3 sierpnia 2013 r. został ustanowiony w Japonii podczas telewizyjnej projekcji filmu Laputa – podniebny zamek i wyniósł 143 199 tweetów na sekundę.
Pierwsza wiadomość na Twitterze poza Ziemią została opublikowana z Międzynarodowej Stacji Kosmicznej przez astronautę NASA T. J. Creamera w dniu 22 stycznia 2010 roku Pod koniec listopada 2010 roku na wspólnym koncie astronautów @NASA_Astronauts publikowano średnio tuzin aktualizacji dziennie.

### 2010–2014
Od września do października 2010 roku firma zaczęła wprowadzać „Nowego Twittera”, całkowicie odnowioną edycję twitter.com. Zmiany obejmowały możliwość oglądania zdjęć i filmów bez opuszczania samego Twittera poprzez klikanie pojedynczych tweetów, które zawierają linki do obrazów i klipów z różnych obsługiwanych witryn, w tym YouTube i Flickr. Został zmieniony także interfejs, linki takie jak „wzmianki” i „retweety” zostały przesunięte nad strumień Tweetów, a „Wiadomości” i „Wyloguj” stały się dostępne za pośrednictwem czarnego paska na samej górze. 1 listopada 2010 roku firma potwierdziła, że „nowa obsługa Twittera” została udostępniona wszystkim użytkownikom. W 2019 roku Twitter został 10. najczęściej pobieraną aplikacją mobilną dekady (od 2010 do 2019 roku).
5 kwietnia 2011 roku Twitter testował nową stronę główną i wycofał „stary wygląd Twittera”. Jednak po uruchomieniu strony pojawiła się usterka, więc poprzednia wersja była używana, dopóki problemy nie zostały rozwiązane; nowa strona główna została przywrócona 20 kwietnia. 8 grudnia 2011 roku Twitter po raz kolejny przebudował swoją witrynę internetową, wprowadzając model „Fly”, który według serwisu jest łatwiejszy do śledzenia dla nowych użytkowników i promuje reklamy. Układ strony został porównany z układem Facebooka. 21 marca 2012 roku Twitter obchodził swoje szóste urodziny. Ogłoszono wówczas, że ma 140 milionów użytkowników i 340 milionów tweetów dziennie. Liczba użytkowników wzrosła o 40% w porównaniu z tą z września 2011 roku, która podobno wynosiła wówczas 100 milionów.
W kwietniu 2012 roku Twitter ogłosił, że otwiera biuro w Detroit w celu współpracy z markami motoryzacyjnymi i agencjami reklamowymi. Rozszerzył również swoje biuro w Dublinie. 5 czerwca 2012 roku na firmowym blogu ujawniono zmodyfikowane logo, usuwając tekst, aby pokazać nieco zmienionego ptaka, jako jedyny symbol Twittera. 5 października 2012 roku Twitter przejął firmę produkującą klipy wideo o nazwie Vine, która wystartowała w styczniu 2013 roku 24 stycznia 2013 roku Twitter udostępnił Vine jako samodzielną aplikację, która pozwala użytkownikom tworzyć i udostępniać sześciosekundowe zapętlone klipy wideo. 18 grudnia 2012 roku Twitter ogłosił, że przekroczył 200 milionów aktywnych użytkowników miesięcznie.
18 kwietnia 2013 roku Twitter uruchomił aplikację muzyczną o nazwie Twitter Music na iPhone’a. 28 sierpnia 2013 roku przejął Trendrr, a 9 września 2013 MoPub. Według stanu na wrzesień 2013 roku dane firmy pokazały, że 200 milionów użytkowników wysyłało ponad 400 milionów tweetów dziennie, z czego prawie 60% tweetów pochodziło z urządzeń mobilnych.
7 listopada 2013 Twitter zadebiutował na nowojorskiej giełdzie. W roku finansowym 2019 przychody spółki wyniosły 3,46 mld dolarów, a zysk netto 1,47 mld dolarów.

### 2014–2019
W kwietniu 2014 roku Twitter został przeprojektowany, dzięki czemu strona przypomina nieco Facebooka, ze zdjęciem profilowym i biografią w kolumnie po lewej stronie osi czasu oraz obrazem nagłówka o pełnej szerokości. Ten układ był używany, jako główny dla interfejsu na komputery do lipca 2019, z czasem ulegając drobnym modyfikacjom.
4 czerwca 2014 roku Twitter ogłosił, że przejmie Namo Media, firmę technologiczną specjalizującą się w „reklamie natywnej” na urządzenia mobilne. 19 czerwca 2014 roku firma podpisała nieujawnioną umowę kupna SnappyTV, usługi, która pomaga edytować i udostępniać wideo z transmisji telewizyjnych. 31 lipca 2014 r. Twitter nabył startup Mitro zajmujący się bezpieczeństwem haseł, a 29 października 2014 ustanowiono partnerstwo z IBM, które miało na celu pomóc firmom wykorzystywać dane z Twittera do zrozumienia swoich klientów, firm i trendów.
11 lutego 2015 roku Twitter przejął Niche, sieć reklamową dla gwiazd mediów społecznościowych, założoną przez Roba Fishmana i Darrena Lachtmana. Cena nabycia wynosiła podobno 50 milionów dolarów. 13 marca 2015 roku Twitter ogłosił przejęcie Periscope, aplikacji umożliwiającej przesyłanie strumieniowe wideo na żywo. W kwietniu 2015 roku zmieniła się strona główna pulpitu Twitter.com. Niedługo po tym Twitter przejął TellApart, firmę zajmującą się technologiami reklamowymi, z akcjami o wartości 532 milionów dolarów.
Od maja 2018 roku odpowiedzi na tweety uznane przez sztuczną inteligencję za szkodliwe dla konwersacji są początkowo ukryte i ładowane tylko poprzez naciśnięcie przycisku „Pokaż więcej odpowiedzi”.

### 2019–2022
W 2019 roku Twitter ponownie przeprojektował swój interfejs użytkownika. „Nowy Twitter” był wdrażany „stopniowo”.
W 2020 roku Twitter odnotował nieco gwałtowny wzrost, prawdopodobnie z powodu pandemii COVID-19. W tym czasie platforma była często wykorzystywana do szerzenia dezinformacji związanych z pandemią. W marcu tego samego roku Twitter ogłosił, że zacznie oznaczać tweety, które mogą zawierać informacje wprowadzające w błąd, a w niektórych przypadkach udostępniać linki do stron z informacjami weryfikującymi fakty.
Poważny atak na Twittera miał miejsce 15 lipca 2020 roku i dotknął 130 szeroko znanych kont, zarówno zweryfikowanych, jak i niezweryfikowanych, takich osób jak Barack Obama, Bill Gates i Elon Musk; włamanie umożliwiło oszustom wysyłanie tweetów za pośrednictwem zhakowanych kont, które prosiły obserwujących o przesłanie bitcoinów na podany adres publiczny, z obietnicą podwojenia swojego wkładu. W ciągu kilku godzin Twitter wyłączył tweetowanie i zresetował hasła ze wszystkich zweryfikowanych kont. Kilka organów ścigania, w tym FBI, wszczęło dochodzenie w sprawie ataku w celu ustalenia sprawców w związku z obawami dotyczącymi szerszych implikacji takiego włamania w przyszłości.
1 czerwca 2020 roku Twitter dezaktywował starszą wersję pulpitu swojej witryny internetowej, która została wprowadzona w 2014 roku, pozostawiając wersję z kwietnia 2017 roku jako „Twitter Lite” na telefony komórkowe. Jest ona używana domyślnie od lipca 2019 jako jedyna opcja.
W listopadzie 2020 roku Twitter ogłosił, że opracuje funkcję audio społecznościową na swojej platformie. W grudniu rozpoczął testy beta tej funkcji znanej, jako Spaces z użytkownikami iOS na swojej platformie.
Podczas protestów w sprawie George’a Floyda i wyborów z 2020 roku dezinformacja rozpowszechniana przez Donalda Trumpa doprowadziła do rozszerzenia polityki Twittera, w której do dezinformacji dodano zastrzeżenia. Twitter był także jedną z platform związanych ze szturmem na Kapitol Stanów Zjednoczonych 6 stycznia 2021 roku. Według Associated Press „federalne organy ścigania stwierdziły, że na Twitterze była aktywność, ale nie spodziewały się poziomu przemocy, który ostatecznie zaobserwowali w ubiegłą środę”. Doprowadziło to do zawieszenia Trumpa na Twitterze za gloryfikowanie przemocy, między innymi z powodu jego fałszywych zarzutów o oszustwa wyborcze. Według badacza Shannona McGregora, „trwałe zawieszenie konta Trumpa na Twitterze jest już dawno spóźnione”.
26 stycznia 2021 roku Twitter nabył Revue, usługę biuletynów e-mailowych, aby konkurować z platformami takimi jak Substack.
25 lutego 2021 roku Twitter wprowadził Super Follows, usługę subskrypcji umożliwiającą twórcom treści otrzymywanie płatności za ich treści.
W marcu 2021 roku Twitter rozpoczął beta testy Spaces dla użytkowników Androida. 5 marca rozpoczęły się prace nad funkcją, która zaoferuje użytkownikom krótki czas na przemyślenie tweeta po kliknięciu wyślij. Twitter potwierdził, że testuje opcję cofania, która potencjalnie może pozwolić użytkownikom na poprawienie lub nawet wycofanie tweeta przed opublikowaniem go na stronie.
W 2021 roku Twitter zaczął rozwijać inicjatywę open source, która mogłaby być wykorzystywana przez dowolną platformę mediów społecznościowych i sprawić, że moderacja treści będzie bardziej przejrzysta dzięki solidniejszemu procesowi odwołań. Zespół badawczy Twittera, który rozpoczął prace nad tym przedsięwzięciem, został powołany pod koniec 2019 roku.
W kwietniu 2021 roku Twitter ogłosił, że zakłada swoją afrykańską siedzibę w Ghanie.
3 maja 2021 roku Twitter Spaces został wydany na całym świecie.
5 czerwca nigeryjski rząd wydał bezterminowy zakaz korzystania z Twittera w tym kraju po tym, jak platforma usunęła tweety publikowane przez nigeryjskiego prezydenta Muhammadu Buhariego. Firma twierdziła, że tweety naruszyły jej zasady dotyczące „nadużyć”. Twitter nazwał zakaz „głęboko niepokojącym”. Kilka organizacji praw człowieka, w tym Amnesty International również wypowiedziało się przeciwko zakazowi. Rząd nigeryjski stwierdził, że zakaz nie polegał na wyłącznie usunięciu tweetów, lecz był wynikiem „wielu problemów z platformą mediów społecznościowych w Nigerii, gdzie rozpowszechniane przez Twittera dezinformacje i fałszywe wiadomości miały brutalne konsekwencje w świecie rzeczywistym”.
W czerwcu 2021 roku Twitter ogłosił wprowadzenie wersji beta funkcji Super Follows. Wyselekcjonowana grupa użytkowników będzie mogła co miesiąc pobierać opłaty za dostęp do dodatkowych treści od obserwujących. Firma uruchomiła również program Ticketed Spaces w wersji beta, wersję premium platformy Spaces, która umożliwia płatny dostęp do niektórych udostępnianych treści.

### Od 2022
4 kwietnia 2022, biznesmen Elon Musk kupił 9,2% akcji spółki, stając się największym jednostkowym akcjonariuszem. W odpowiedzi cena akcji wzrosła o 27% i był to największy dzienny wzrost od czasu debiutu giełdowego w 2013. Twitter zaoferował biznesmenowi miejsce w radzie dyrektorów spółki. Musk odmówił, wiedząc, że to nie pozwoliłoby mu na kupienie więcej niż 14,9% wszystkich akcji.
14 kwietnia miliarder zaoferował przejęcie spółki za ok. 43 miliardy dolarów. 25 kwietnia zarząd spółki zaakceptował ofertę Muska.
8 lipca Musk ogłosił, że rezygnuje z przejęcia Twittera, twierdząc, że spółka naruszyła warunki umowy, nie udzielając mu informacji o liczbie kont botów na platformie. W odpowiedzi spółka zdecydowała się podjąć kroki prawne wobec Elona Muska, w Sądzie Kancelaryjnym Delaware w celu sfinalizowania transakcji. 12 lipca, Twitter oficjalnie rozpoczął proces sądowy przeciwko Elonowi Muskowi. 13 września 2022 akcjonariusze Twittera zagłosowali za zatwierdzeniem przejęcia spółki przez Muska.
4 października 2022 poinformowano, że Elon Musk zaoferował kontynuację transakcji po pierwotnej cenie 54,20 dolarów za akcję, czyli około 44 miliardy dolarów. Umowa została zamknięta 27 października, czyniąc Muska właścicielem spółki i usuwając Twittera z nowojorskiej giełdy. Tego samego dnia miliarder zwolnił dyrektora generalnego Paraga Agrawala oraz dyrektora finansowego Neda Segala.
4 kwietnia 2023 spółka Twitter Inc. zakończyła działalność w wyniku fuzji z przedsiębiorstwem X Corp należącym do właściciela serwisu Elona Muska.
11 maja 2023 Musk napisał na Twitterze, że znalazł swojego następcę na stanowisku CEO Twittera i X Corp. Następnego dnia, 12 maja, mianował Lindę Yaccarino nowym dyrektorem generalnym, dodając, że „skoncentruje się głównie na operacjach biznesowych, podczas gdy ja skupię się na projektowaniu produktów i nowych technologiach”. Musk powiedział, że przeniesie swoją rolę na prezesa wykonawczego i dyrektora ds. Technologii. Yaccarino zastąpiła Muska 5 czerwca 2023.
23 lipca 2023 zmieniono nazwę i logo Twittera na X, a link x.com prowadzi na ów portal społecznościowy, lecz główna domena nie została wtedy zmieniona. Elon oświadczył że w następnych latach X ma się stawać „aplikacją do wszystkiego”. Zmiana domeny głównej z twitter.com na x.com nastąpiła 17 maja 2024.
30 sierpnia 2024 Sąd Najwyższy w Brazylii podjął decyzję zablokowania dostępu do portalu X na terenie tego kraju, gdyż właściciel serwisu nie powołał przedstawiciela prawnego w Brazylii w wyznaczonym terminie oraz nie płacił wyznaczonych grzywien. Elon Musk publicznie skrytykował tę decyzję na swoim profilu, uznając ją za łamanie wolności wypowiedzi.

### Logo
Byłe logo Twittera zostało nazwane Larry the Bird. Nazwa została nadana na cześć amerykańskiego koszykarza Larry’ego Birda. Natomiast oficjalne logo Twittera od 23 lipca 2023 roku nie posiada żadnej nazwy. Jest to po prostu symbol.

## Reagowanie na treści niedozwolone
Twitter/X był wielokrotnie krytykowany za nieprzestrzeganie standardów dotyczących reagowania na mowę nienawiści. Komisja Europejska poinformowała w lipcu 2024, że platforma narusza o akt o usługach cyfrowych (DSA) w obszarach przejrzystości, ponieważ „wprowadza w błąd użytkowników, nie zapewnia odpowiedniego repozytorium reklam oraz blokuje badaczom dostęp do danych”. Według raportu Stowarzyszenia „Nigdy Więcej”, Twitter/X w zdecydowanej większości odmawia usuwania treści nawołujących do nienawiści lub ignoruje nadsyłane zgłoszenia.

## Wykorzystanie
Twitter jest chętnie wykorzystywany przez osoby publiczne, w tym m.in. przez polityków, dyplomatów, publicystów i dziennikarzy. Swoje profile na Twitterze mają także gazety, czasopisma, instytucje państwowe, przedsiębiorstwa i celebryci. Konta na Twitterze należące do znanych osób mogą prowadzić specjaliści ds. komunikacji.
Od początku działalności Twittera testuje się możliwość wykorzystania wpisów jako źródła danych socjologicznych. Testowane jest w tym celu oprogramowanie zdolne do przetwarzania języka naturalnego.

## API webowe
Jednym z interfejsów dostępu do serwisu Twitter jest API webowe. API to pozwala m.in. na śledzenie na żywo aktywności użytkowników, publikowanie nowych tweetów czy ich przeszukiwanie.
Dzięki API możliwe jest budowanie własnych aplikacji/serwisów wykorzystujących funkcje Twittera, bez konieczności użycia standardowego GUI webowego. W niektórych przypadkach interfejs aplikacji składa się z jednego przycisku (pozwalającego np. na umieszczenie określonej treści w formie tweetu). Zastosowanie takich funkcji jest stosunkowo prosta i wymaga użycia ograniczonej części funkcjonalności API Twittera, realizującej potrzebną funkcję. Według Kevina Makice’a, autora książki na temat API Twittera, powstanie webowego interfejsu API Twittera poprzedziło powstanie aplikacji twitterowych, a w 2008 roku odnotowano ponad 1000 aplikacji używających tego API.
Przykładowym przypadkiem zastosowania API do kontaktu z użytkownikami jest organizacja sportowa NBA, która publikuje na Twitterze informacje o wydarzeniach sportowych i planach, wynikach, jak również załącza wypowiedzi działaczy i sportowców.
Ponieważ posty twitterowe są bogatym źródłem treści, API Twittera stało się popularnym narzędziem do badań naukowych, pozwalając na stosunkowo prostą analizę statystyczną dużej liczby tweetów. Przykładowo, w jednym z badań (które dotyczyło możliwości wykrycia epidemii grypy na podstawie analizy treści postów Twittera) przeanalizowano z użyciem API ponad 300 mln tweetów. W innym badaniu przeprowadzano ciągłą analizę wybranych kanałów (ponad 30 000 dziennie) w celu budowy systemu wczesnego wykrywania niebezpiecznych zdarzeń (ang. crime and event detection system).

## Twitter w Rosji
W kwietniu 2019 roku władze Rosji zapowiedziały, że zarówno Twitter, jak i Facebook mają 9 miesięcy na to, by dane użytkowników tego kraju znalazły się na serwerach w Rosji. Za brak informacji o lokalizacji danych użytkowników na terytorium Rosji, serwis otrzymał grzywnę w wysokości 3 tysięcy rubli (około 180 złotych).

## Statystyki
Stan na 5 listopada 2022 roku.
| Lp. | Nazwa strony      | Obserwujący |
| --- | ----------------- | ----------- |
| 1.  | Barack Obama      | 133 379 688 |
| 2.  | Elon Musk         | 114 274 318 |
| 3.  | Justin Bieber     | 113 851 972 |
| 4.  | Katy Perry        | 108 895 037 |
| 5.  | Rihanna           | 107 096 280 |
| 6.  | Cristiano Ronaldo | 104 500 200 |
| 7.  | Taylor Swift      | 91 697 807  |
| 8.  | Donald Trump      | 88 783 411  |
| 9.  | Ariana Grande     | 85 268 269  |
| 10. | Lady Gaga         | 84 970 724  |

Trzy najchętniej obserwowane konta w Polsce (2024):
- piłkarz Robert Lewandowski (@lewy_official) – ok. 2,9 mln obserwujących[131],
- stacja telewizyjna tvn24 (@tvn24) – ok. 2 mln obserwujących[132],
- prezydent Rzeczypospolitej Polskiej Andrzej Duda (@AndrzejDuda) – ok. 1,9 mln obserwujących[133].